# Lo ngại và tranh cãi tại Thế vận hội Mùa hè 2024
Đã có nhiều lo ngại và tranh cãi liên quan đến Thế vận hội Mùa hè 2024, bao gồm những lo ngại về an ninh, vấn đề nhân quyền, và tranh cãi về việc cho phép các vận động viên Israel tham dự trong bối cảnh cuộc chiến tranh Israel–Hamas, cũng như cho phép các vận động viên Nga và Belarus tham dự với tư cách trung lập trong bối cảnh cuộc xâm lược của Nga vào Ukraina. Mặc dù trên danh nghĩa vẫn có một Hiệp định đình chiến Olympic như thường lệ, các cuộc chiến ở Ukraina và Palestine đã tạo ra bối cảnh chính trị ngày càng xung đột hơn cho Thế vận hội Mùa hè 2024, trước khi xét đến các vấn đề trong nước và thể thao. Nhà báo thể thao Andy Bull đã nêu ý kiến trước Thế vận hội Mùa hè 2024 rằng đại hội "đã được định nghĩa lại là Thế vận hội Xung đột".

## Các vấn đề về tổ chức trong nước

### Sông Seine trong lễ khai mạc
Một phần của buổi lễ khai mạc Thế vận hội Mùa hè 2024 diễn ra trên sông Seine, đánh dấu lần đầu tiên một nghi lễ của Thế vận hội được tổ chức trên một con sông. Điều này đã dẫn đến một số lo ngại.
Vào tháng 2 năm 2024, chính phủ Pháp thông báo rằng số lượng khán giả đến dự lễ khai mạc trên khắp sông Seine sẽ giảm từ 600.000 xuống còn 300.000 như một biện pháp phòng ngừa an ninh. Kế hoạch này đã được Bộ trưởng Nội vụ Gérald Darmanin đề xuất vào năm 2022. Kế hoạch dựng một vành đai an ninh xung quanh khu vực dành cho khán giả ra vào đã được thiết lập trong những ngày trước khi diễn ra đại hội, nhằm hạn chế sự ra vào của công chúng. Lý do cho việc sử dụng sông Seine như một không gian công cộng ngoài trời là để lễ khai mạc có thể tiếp cận được với nhiều người hơn so với bình thường. Du khách và những người đi bộ sẽ không thể theo dõi trực tiếp buổi lễ trên sông Seine; thay vào đó họ sẽ có cơ hội để đăng ký vé miễn phí. Vào tháng 7 năm 2024, một báo cáo cho biết sẽ có khoảng 220.000 người theo dõi cùng với 45.000 cảnh sát và nhân viên an ninh.
Một phần trong kế hoạch đảm bảo an ninh cho không gian công cộng quanh sông Seine là di dời các bouquiniste – những người bán sách truyền thống với những quầy sách riêng biệt ven sông – ra khỏi bờ sông Seine. Những người bán sách đã phản đối mạnh mẽ việc di chuyển nhà sách của họ, ngay cả khi phải đóng cửa, và Tổng thống Emmanuel Macron cuối cùng đã ra phán quyết rằng họ không nên di chuyển nhà sách của mình và yêu cầu một kế hoạch an ninh khác. Ông cho biết các bouquiniste là một phần của "di sản sống" của thành phố.

### Đe dọa khủng bố

#### Sự chuẩn bị
Vào tháng 3 năm 2024, Bộ trưởng Nội vụ Pháp Gérald Darmanin đã gặp các cơ quan tình báo để đánh giá về mối đe dọa khủng bố đối với đất nước, sau vụ tấn công vào một phòng hòa nhạc ở Moscow làm dấy lên những lo ngại mới về an ninh đối với Thế vận hội. Cuộc tấn công ở Moscow được tiến hành bởi băng nhóm Trung Á ISIS-K, được các cơ quan an ninh Pháp coi là "điểm mù tình báo" trước vụ tấn công và họ đã nỗ lực mở rộng mạng lưới tình báo của mình trước Thế vận hội.
Những mối đe dọa khác cũng được điều tra. Vào ngày 22 tháng 5, một người đàn ông 18 tuổi đến từ Chechnya đã bị bắt vì nghi ngờ có kế hoạch tấn công các trận đấu trong giải bóng đá Thế vận hội được tổ chức tại Saint-Étienne. Vào đầu tháng 6, một báo cáo do công ty an ninh mạng Recorded Future công bố cho biết mặc dù khả năng xảy ra các cuộc tấn công mạng là rất cao, nhưng rủi ro lớn nhất đối với Thế vận hội sẽ đến từ các mối đe dọa trực tiếp thay vì từ không gian mạng.

#### Video đe dọa giả mạo
Một video được chia sẻ trên mạng xã hội vài ngày trước lễ khai mạc, được cho là cảnh Hamas đe dọa tấn công Thế vận hội, đã được Trung tâm phân tích mối đe dọa của Microsoft xác định là thông tin sai lệch của Nga. Hamas đã phủ nhận trên các kênh mạng xã hội rằng họ là người đứng sau đoạn video này. Video dường như đến từ cùng một nhóm thông tin sai lệch của Nga đã thực hiện các video giả mạo trước đó - được cho là Hamas, phù hợp với "chiến dịch bôi nhọ" của Nga trước đó được Microsoft xác định.

#### Gián điệp người Nga
Vào ngày 24 tháng 7, chính quyền Pháp đã bắt giữ một công dân Nga bị tình nghi "có kế hoạch phá hoại Thế vận hội". Danh tính của người này đã được xác định là Kirill Gryaznov, cựu ngôi sao truyền hình thực tế chuyển sang làm điệp viên FSB, là một đầu bếp 40 tuổi và đã sống ở Pháp 14 năm. Chính quyền Pháp không tin rằng ông là mối đe dọa khủng bố, nhưng ông đã tham gia vào hoạt động gián điệp dài hạn và có liên quan đến một âm mưu với các thế lực nước ngoài để thực hiện hành động "gây bất ổn [...] trên quy mô lớn". Cuộc đột kích vào khối tài sản của người đàn ông này và vụ bắt giữ sau đó của ông đã được tiến hành sau khi điện thoại của ông đã bị nghe lén vào tháng 5, và ông đã được nghe nói về các kế hoạch liên quan đến lễ khai mạc Thế vận hội với các cơ quan tình báo Nga.

### Gây gián đoạn cho người dân Paris
Nhiều người dân Paris bày tỏ mối lo ngại rằng Thế vận hội sẽ làm gián đoạn cuộc sống thường ngày của họ. Các cuộc thăm dò cho thấy một nửa cư dân đang có kế hoạch rời khỏi thành phố và ba phần tư lo lắng về vấn đề giao thông và an ninh tại đại hội. Trưởng ban tổ chức Thế vận hội Paris Tony Estanguet đã tuyên bố rằng Thế vận hội "thần kỳ" này sẽ xứng đáng cho sự gián đoạn.

### Các hoạt động đình công và phản đối của công nhân
Hàng ngàn công đoàn viên ở Pháp đã tuyên bố họ sẽ phá hoại Thế vận hội bằng các hành động đình công, với việc Tổng Liên đoàn Lao động đệ đơn thông báo đình công trong toàn bộ thời gian diễn ra Thế vận hội Olympic và Paralympic.
Các công đoàn của công nhân sân bay Pháp đã yêu cầu nhóm quản lý điều hành các sân bay Paris phải trả tiền thưởng cho nhân viên làm việc trong thời gian diễn ra Olympic đầy bận rộn, cũng như tuyển thêm nhân viên cho công việc này. Để gây sức ép với nhóm, các công đoàn đã kêu gọi đình công vào ngày 24 tháng 7 năm 2024, ngày đầu tiên của Thế vận hội và hai ngày trước buổi lễ khai mạc. Ba công đoàn đã đồng ý một thỏa thuận với nhóm quản lý về tiền thưởng trước ngày đình công, và cuộc đình công đã bị hủy bỏ.
Vào ngày 22 tháng 7 năm 2024, các vũ công thuộc Liên đoàn Nghệ sĩ Biểu diễn (SFA) tham gia biểu diễn trong lễ khai mạc, thay vì diễn tập ,đã thực hiện một màn phản đối bằng cách giơ nắm đấm lên không trung theo cách tương tự như kiểu chào sức mạnh của người da đen. Đây được coi là cuộc biểu tình phản đối việc "mức lương thấp và điều kiện làm việc kém" của người dân trên khắp nước Pháp. Một đại diện của SFA cho biết các thành viên của họ tỏ ra không hài lòng và "rất tiếc khi phải thông báo về việc nộp đơn đình công" trong những ngày diễn ra lễ khai mạc Thế vận hội Olympic và Paralympic. SFA lưu ý rằng nhiều người trong số 3.000 người được giao nhiệm vụ biểu diễn trong buổi lễ sẽ nhận được mức lương thấp hoặc không nhận được tiền lương. Các vũ công đã hủy bỏ cuộc đình công của mình trước lễ khai mạc.
Đội ngũ nhân viên của Hôtel du Collectionneur, nơi các quan chức IOC lưu trú, đã tổ chức cuộc đình công kéo dài hai giờ vào ngày 25 tháng 7 để phản đối việc không được tăng lương trong bảy năm. IOC dự định tổ chức nhiều bữa tối và cuộc họp tại khách sạn, và lo ngại về nguy cơ xảy ra những cuộc đình công tiếp theo. Cuộc đình công nổ ra sau vòng đàm phán mới nhất kéo dài nhiều tháng không đạt được thỏa thuận vào ngày 24 tháng 7.

### Lệnh cấm hijab cho vận động viên Pháp
Các chính sách thế tục của chính phủ Pháp đã bị các nhà hoạt động đặt dấu hỏi, những người đặc biệt phản đối quyết định của Ủy ban Olympic và Thể thao Quốc gia Pháp cấm các vận động viên mang mặc các biểu tượng tôn giáo - bao gồm cả hijab - trong suốt Thế vận hội. Lệnh cấm chỉ áp dụng cho các thành viên của đội tuyển Pháp và không ảnh hưởng đến các đoàn khác tại Thế vận hội.
Sounkamba Sylla, một thành viên của đội chạy tiếp sức 4 × 400 m nữ của Pháp, tố cáo rằng cô đã bị cấm tham dự lễ khai mạc vì đội hijab. Có thông tin cho rằng Sylla đã đồng ý một thỏa hiệp cho phép cô đội mũ thay thế. Nữ võ sĩ người Úc và cũng là người Hồi giáo Tina Rahimi đã lên tiếng phản đối lập trường của đội tuyển Pháp về các biểu tượng tôn giáo, cho rằng "thật không may cho các vận động viên ở Pháp vì nó chẳng liên quan gì đến thành tích của bạn. Và điều đó không nên cản trở bạn trở thành một vận động viên."

### Bản sắc Pháp trong các tài liệu quảng bá
Linh vật của Thế vận hội lần này là Phryges, những chiếc mũ Phrygian được thiết kế theo hình dạng con người. Các đồ chơi nhồi bông mô phỏng linh vật được sản xuất và quảng cáo bởi các công ty Pháp. Bộ phân sản xuất của các công ty này chủ yếu nằm ở Trung Quốc, điều này trở thành chủ đề gây ra sự chỉ trích ở Pháp.
Áp phích cho Thế vận hội Mùa hè được công bố vào tháng 3 năm 2024, là một bức tranh hoạt hình siêu thực về Paris với một số tòa nhà nổi tiếng và biểu tượng của thành phố cũng như của đất nước này. Những người phản đối cho rằng áp phích nghệ thuật đã xóa bỏ các biểu tượng của Kitô giáo và bản sắc Pháp. Một số chính trị gia cánh hữu của Pháp chỉ trích bức áp phích này là "woke" và mô tả nó là một nỗ lực nhằm "phủ nhận" lịch sử của nước Pháp hoặc là sự xấu hổ vì có lòng tự hào dân tộc. Tranh cãi lớn nhất nằm ở việc điện Invalides, một phần của tượng đài lịch sử quân sự của Pháp, không có cây thánh giá trên đỉnh.

### Các lo ngại về an toàn

#### Bùng phát dịch COVID-19
Một đợt bùng phát COVID-19 đã xảy ra giữa các vận động viên thể thao dưới nước tại Thế vận hội. Vào ngày 24 tháng 7, có thông tin năm thành viên của đội tuyển bóng nước nữ Úc đã có kết quả xét nghiệm dương tính với COVID-19. Trưởng đoàn Anna Meares cho biết các trường hợp này chỉ giới hạn ở đội bóng nước và các phương thức phòng ngừa bệnh đường hô hấp tiêu chuẩn đã được đặt ra. Vào ngày 29 tháng 7, vận động viên bơi lội người Anh Adam Peaty đã có kết quả xét nghiệm dương tính với COVID-19 sau khi xuất hiện các triệu chứng vào ngày hôm trước, trước khi anh tham dự chung kết bơi ếch 100m; vận động viên bơi lội người Úc Lani Pallister có kết quả xét nghiệm dương tính vào ngày 30 tháng 7, và đã rút lui khỏi cuộc thi đấu của cô vào ngày hôm đó. Mặc dù không bắt buộc, các vận động viên bơi lội và huấn luyện viên đã bắt đầu đeo khẩu trang tại các địa điểm thi đấu. Việc xác nhận các kết quả xét nghiệm dương tính của Peaty và Pallister được tiếp nối bằng báo cáo sau đó vào ngày 30 tháng 7 rằng ba vận động viên bơi lội khác (hai của Hoa Kỳ và một của Rômania) đã mắc COVID-19, trong đó các vận động viên Hoa Kỳ đã được điều chuyển đến một khách sạn. Đã có hơn 40 vận động viên có kết quả xét nghiệm dương tính với COVID-19 tại Thế vận hội Mùa hè 2024 ở nhiều môn thi. Họ được phép tham gia thi đấu nếu không có triệu chứng, trái ngược với các quy định nghiêm ngặt được áp dụng tại Thế vận hội Mùa hè 2020 và Thế vận hội Mùa đông 2022.

#### Thu hồi chai nước có thương hiệu
Một loạt các chai nước tái sử dụng mang nhãn hiệu Olympic dành cho trẻ em, được cấp phép nhưng không được ban tổ chức sản xuất, đã bị thu hồi một tuần trước khi Thế vận hội bắt đầu do chứa hàm lượng quá cao Bisphenol A, chất đã bị cấm ở Pháp từ năm 2015.

#### Lo ngại về an ninh
Một bản tin trên tở The Times đã trích dẫn một phân tích của công ty an ninh và địa chính trị Dragonfly, theo đó mức độ đe dọa khủng bố đối với Thế vận hội Paris 2024 vẫn ở mức "nghiêm trọng", bao gồm cả khả năng sử dụng các cuộc tấn công ném bom bằng bằng máy bay không người lái. Hiệp hội Olympic Anh được cho là sẽ cung cấp một ứng dụng cho các vận động viên và nhân viên để họ có thể được trợ giúp ngay lập tức và chia sẻ vị trí của mình với nhân viên an ninh.
Các sân bay chính ở Paris đã đóng cửa vào ngày 26 tháng 7 - trong thời điểm diễn ra lễ khai mạc Thế vận hội Mùa hè - vì lý do an ninh. Các vành đai an ninh được thiết lập xung quanh các địa điểm tổ chức sự kiện, hạn chế nghiêm ngặt việc di chuyển của ô tô, bao gồm cả taxi.
Một tên trộm vặt, được cảnh sát Paris biết đến với tội danh ăn cắp túi xách trên phương tiện giao thông công cộng, đã lấy trộm chiếc túi của một nhân viên Tòa thị chính Paris có chứa một số kế hoạch an ninh cho Thế vận hội. Sau đó người ta xác nhận rằng không có thông tin nhạy cảm nào trong túi và tên trộm đã bị kết án bảy tháng tù.

### Cuộc đột kích vào nhà tổ chức
Các công tố viên tài chính Pháp đã đột kích trụ sở Olympic Paris 2024 vào ngày 18 tháng 10 năm 2023 và đồng thời nhắm vào các đơn vị quản lý sự kiện. Các cuộc đột kích này nằm trong một phần của cuộc điều tra được mở ra nhằm vào nghi ngờ "lợi dụng trái phép, thiên vị và che giấu" liên quan đến việc trao các hợp đồng khác nhau.

### Chiến dịch "bôi nhọ" của Azerbaijan
Một báo cáo từ cơ quan chống can thiệp kỹ thuật số từ bên ngoài của Pháp đã phát hiện một số trang web và các hồ sơ mạng xã hội giả mạo của Azerbaijan đã cố gắng thực hiện một chiến dịch thông tin sai lệch nhằm hạ thấp khả năng tổ chức của chủ nhà Pháp và đe dọa tẩy chay. Chiến dịch bôi nhọ này được cho là nhằm trả đũa việc Pháp liên tục chỉ trích Azerbaijan kể từ năm 2020 sau khi xung đột bùng nổ ở Nagorno-Karabakh.

### Chiến dịch "bôi nhọ" của Nga
Trung tâm phân tích mối đe dọa của Microsoft cho biết Nga đã tiến hành một chiến dịch thông tin sai lệch nhắm vào Thế vận hội Paris 2024 để trả đũa việc Pháp hỗ trợ quân sự cho Ukraina trong bối cảnh cuộc chiến tranh chống lại Nga. Việc sử dụng các video, tin tức giả mạo và hoạt động mạo danh do AI tạo ra, bao gồm cả giọng nói của Tom Cruise cùng các nhóm diễn viên mạng Nga Storm-1679 và Doppelganger, được cho là nhằm làm hoen ố danh tiếng của Ủy ban Olympic quốc tế (IOC) và kích động nỗi sợ bạo lực. Họ đã phát hành một bộ phim tài liệu giả có tựa đề "Thế vận hội đã sụp đổ" và phát tán những thông tin sai sự thật về việc hủy vé và mua bảo hiểm liên quan đến khủng bố. Doppelganger cũng tăng cường truyền bá thông điệp chống Thế vận hội và làm giả nội dung để bôi nhọ Emmanuel Macron. Microsoft nghi ngờ các nhóm này đã phát tán những hình ảnh graffiti giả mạo đe dọa sẽ tái diễn vụ thảm sát tại Thế vận hội Munich năm 1972.

### Tội phạm ở Paris

#### Sự an toàn cho người Úc
Vào ngày 19 tháng 7 năm 2024, một nữ du khách 25 tuổi người Úc đã bị năm người đàn ông cưỡng hiếp tập thể ở Paris. Trưởng đoàn thể thao Úc Anna Meares đã bày tỏ lời chia buồn sâu sắc đến nạn nhân và "hy vọng cô ấy được chăm sóc và hỗ trợ cho những tổn thương mà cô đã trải qua".
Hai nhân viên của Nine Network đã bị thương trong một vụ cướp bất thành khi đang đi bộ đến chỗ ở của họ tại Le Bourget. Do hệ quả của vụ việc này và vụ hiếp dâm tập thể du khách người Úc, Meares đã khuyến cáo các vận động viên Úc không nên mặc đồng phục của đội khi rời khỏi làng Olympic một mình.

#### Vụ cướp tại khu tập luyện của đội tuyển bóng đá Argentina
Vào ngày 25 tháng 7 năm 2024, huấn luyện viên đội tuyển bóng đá Olympic nam Argentina Javier Mascherano cho biết khu huấn luyện của đội đã bị cướp trước trận thua Maroc vào thứ tư, trong đó đồng hồ của tiền vệ Thiago Almada nằm trong số những đồ vật bị đánh cắp. Đoàn Argentina đã đệ đơn trình báo lên cảnh sát tại Lyon, văn phòng công tố tại Saint-Etienne gần đó đã công bố vào ngày thứ năm.

### Sự cố công nghệ thông tin toàn cầu năm 2024
Hoạt động công nghệ thông tin của Thế vận hội đã bị cản trở bởi sự cố toàn cầu vào ngày 19 tháng 7 năm 2024 do một bản cập nhật bị lỗi của CrowdStrike, khiến các máy tính chạy Windows gặp phải lỗi màn hình xanh. Sự cố xảy ra một ngày sau khi làng Thế vận hội mở cửa và ban tổ chức đang xử lý việc tiếp đón các vận động viên và đại biểu. Ban tổ chức cho biết một kế hoạch dự phòng đã được kích hoạt và chỉ có việc cung cấp đồng phục và thẻ chứng nhận bị ảnh hưởng. Sự cố này đã làm chậm các hoạt động, với việc đóng cửa quầy cấp thẻ tác nghiệp tại trung tâm báo chí và thực hiện kiểm tra an ninh thủ công bằng danh sách tên.

## Các vấn đề chính trị và nhân quyền

### Bóc lột nhân công
Tờ báo Pháp Libération cho biết các công nhân được trả khoảng 80 euro (86,7 đô la) mỗi ngày mà không cần khai báo chính thức, an sinh xã hội hoặc ngày nghỉ. Một số công nhân tỏ ra tức giận và không hài lòng vì họ chưa bao giờ nhận được mức lương đúng như đã đảm bảo trong hợp đồng, trong khi một số khác cho biết không có vật liệu an toàn phù hợp cho họ khi thực hiện những công việc có mức độ rủi ro cao.

### Buộc trục xuất các trại di cư
Vào tháng 4 năm 2024, những người di cư từ một số trại tạm thời ở Paris đã bị trục xuất khỏi nhà của họ, nằm trong những gì các nhóm cứu trợ gọi là chiến dịch "thanh lọc xã hội" trước Thế vận hội Mùa hè.

### Bầu cử trong quá trình chuẩn bị
Một tháng trước Thế vận hội, cuộc bầu cử lập pháp Pháp đã được tổ chức vào các ngày 30 tháng 6 và 7 tháng 7 năm 2024, sau khi Tổng thống Emmanuel Macron giải tán Quốc hội và quyết định triệu tập một cuộc bầu cử sớm. Quyết định được đưa ra sau cuộc bầu cử Nghị viện châu Âu năm 2024 tại Pháp, trong đó Đảng Quốc đại cực hữu và phe cánh tả Mặt trận Bình dân Mới đã giành được đa số phiếu bầu áp đảo. Các quan chức Thế vận hội không quan tâm đến mối đe dọa tiềm tàng do một chính phủ cực hữu gây ra. Michael Payne, cựu giám đốc tiếp thị của IOC, nói với AFP rằng mức độ ủng hộ về mặt chính trị và trên khắp nước Pháp trong suốt cuộc rước đuốc đang diễn ra cho thấy "bản thân Thế vận hội sẽ không bị vướng vào bất kỳ cuộc đấu súng chính trị nào".

## Trong đại hội

### Canada do thám đối thủ bằng máy bay không người lái
Vào ngày 22 tháng 7, đội tuyển bóng đá nữ quốc gia New Zealand đã phát hiện một máy bay không người lái bay ngang qua buổi tập của họ tại Saint-Étienne và báo cáo vấn đề này với cảnh sát địa phương. Lực lượng an ninh sau đó đã phát hiện và bắt giữ người điều khiển máy bay là Joseph Lombardi, một chuyên gia phân tích của đội tuyển bóng đá nữ Canada. Ủy ban Olympic New Zealand (NZOC) đã báo cáo sự việc lên IOC, trước khi công bố tình hình vào ngày hôm sau. NZOC và Liên đoàn bóng đá New Zealand đã đưa ra một tuyên bố chung bày tỏ sự thất vọng đối với đội tuyển Canada. Đáp lại, Ủy ban Olympic Canada (COC) đã xin lỗi NZOC và cho biết sẽ xem xét các bước tiếp theo với tất cả các cơ quan quản lý có liên quan. COC cũng thông báo vào ngày 24 tháng 7 rằng một thành viên không được công nhận trong đoàn, người điều khiển máy bay, đã bị bắt giữ và thừa nhận đã ghi hình hoạt động tập luyện của New Zealand vào ngày 19 tháng 7. Lombardi và trợ lý huấn luyện viên Jasmine Mander ngay lập tức bị trục xuất về nước, còn huấn luyện viên Bev Priestman cho biết sẽ không chỉ đạo đội Canada trong trận mở màn của giải bóng đá nữ gặp New Zealand vào ngày 25 thàng 7, thay vào đó trợ lý Andy Spence sẽ đồng hành cùng đội. Priestman phủ nhận việc tham gia vào kế hoạch do thám, và COC ban đầu tuyên bố bà vẫn giữ vai trò huấn luyện viên trưởng; sau khi có thêm thông tin được làm sáng tỏ, Priestman bị loại khỏi đội Olympic vào ngày 26 tháng 7, để lại vị trí chỉ đạo cho Spence.
COC cho biết thêm New Zealand đã yêu cầu FIFA không tính điểm cho Canada trong trận đấu của họ, trong khi Liên đoàn bóng đá New Zealand cho biết họ đã yêu cầu "hành động khẩn cấp" từ Ủy ban kỷ luật của FIFA. Vào ngày 27 tháng 7, FIFA chính thức thông báo trừ sáu điểm với đội tuyển Canada trong giải đấu, phạt Hiệp hội bóng đá Canada 200.000 franc Thụy Sĩ và cấm Priestman, Lombardi và Mander tham gia mọi hoạt động bóng đá trong vòng một năm.
Truyền thông hai nước ghi nhận vợ của Priestman, Emma Humphries, từng chơi cho đội tuyển New Zealand, và anh trai của Mander là thành viên của Liên đoàn bóng đá New Zealand tại Thế vận hội 2024. Vào khoảng nửa đêm tại Paris trong các ngày 25 và 26 tháng 7, nhà báo Canada Rick Westhead của The Sports Network đã đăng một bài điều tra chỉ ra rằng hoạt động do thám bằng máy bay không người lái đã trở nên phổ biến với Hiệp hội bóng đá Canada trong vài năm trở lại.

### Trận đấu bóng đá nam giữa Argentina và Maroc
Trận đấu mở màn của giải bóng đá nam giữa Argentina và Maroc đã có đến 15 phút bù giờ được cộng thêm vào cuối trận, một biện pháp gây tranh cãi nhằm chống lãng phí thời gian trong các giải đấu của FIFA. Khi trận đấu bước vào phút bù giờ thứ 16 – thời điểm này Maroc đang dẫn trước 2–1 – Argentina tung cú sút từ rìa vòng cấm và bị thủ môn Maroc đẩy ra; và sau hai lần liên tiếp các cầu thủ Argentina dứt điểm chạm xà ngang, Cristian Medina kịp đánh đầu đưa bóng dội ngược vào khung thành và san bằng cách biệt cho đội nhà. Cho rằng thời gian đã hết và trận đấu lẽ ra phải kết thúc trước khi Argentina ghi bàn, các cổ động viên Maroc ngay lập tức bắt đầu gây náo loạn trong sân vận động. Nhiều khán giả quá khích đã ném chai lọ, đốt pháo hoa và tràn xuống sân, khiến trận đấu phải tạm dừng để bảo vệ sự an toàn cho các cầu thủ. Phản ứng rất tức giận cũng một phần đến từ việc người hâm mộ vốn dĩ không có thiện cảm với Argentina (đội đã bị la ó trong suốt trận đấu) vì đội tuyển quốc gia nước này đã hô vang bài hát mang tính phân biệt chủng tộc (trực tiếp nhắm đến các cầu thủ Pháp, bại tướng của Argentina tại chung kết World Cup 2022) sau khi vô địch Copa América hồi đầu tháng 7.
Trận đấu được cho là đã hết giờ, với việc người hâm mộ được yêu cầu rời khỏi sân vận động và các cầu thủ cùng quan chức bước vào đường hầm, trước khi trang chủ Thế vận hội cập nhật thông tin trận đấu là "bị gián đoạn". Trọng tài chính chưa cho trận đấu kết thúc mà để VAR tiến hành kiểm tra bàn thắng của Medina và yêu cầu hai đội ngồi chờ trong phòng thay đồ. Sau một giờ rưỡi trận đấu bị tạm dừng, tỷ số đã được cập nhật để không công nhận bàn thắng của Medina vì lỗi việt vị mà không có thông tin nào khác. ESPN cho rằng công nghệ việt vị bán tự động đã có thể từ chối bàn thắng gần như ngay lập tức, nhưng với việc đám đông đã làm gián đoạn trận đấu vào thời điểm đó, các trọng tài có thể đã quyết định giữ lại thông tin này để ngăn chặn khả năng khiến vấn đề về đám đông trở nên tồi tệ hơn.
Sau gần hai tiếng, các cầu thủ được yêu cầu trở lại sân thi đấu và bàn thắng cũng chính thức bị hủy bỏ, do lỗi việt vị của một cầu thủ Argentina trước đó. Cả hai đội phải thi đấu tiếp ba phút bù giờ nữa trong tình trạng không khán giả, và cuối cùng Maroc đã giành chiến thắng chung cuộc 2–1. Phía Argentina đã chỉ trích về việc trì hoãn quyết định của VAR và giữ các cầu thủ lại trong hơn hai tiếng chỉ để đá thêm vài phút bù giờ ít ỏi; huấn luyện viên Javier Mascherano của đội thậm chí còn cảm thán đây là "rạp xiếc lớn nhất" mà ông từng chứng kiến. Trước đó, có thông tin cho rằng cả Argentina lẫn Maroc đều không muốn tiếp tục thi đấu khi sự cố xảy ra, và đã được FIFA ủng hộ.

### Biểu tình ủng hộ Palestine
Các tổ chức ủng hộ Palestine đã khuyến khích các hoạt động biểu tình tại các sự kiện ngoài trời được tổ chức ở Thế vận hội.
Đã có những cuộc biểu tình nhỏ diễn ra tại sân vận động trước trận đấu mở màn của đội tuyển bóng đá Olympic Israel gặp Mali. Một vành đai an ninh rộng lớn đã được thiết lập quanh sân vận động, cùng với một đoàn xe an ninh hộ tống đội Israel đến sân. Quốc ca của Israel đã bị la ó trong trận đấu, và ở phút thứ 10, một cuộc xô xát đã nổ ra khi các cổ động viên Israel bắt đầu có hành động lăng mạ những người mang dưa hấu bơm hơi. An ninh bên trong sân vận động đã can thiệp và ngăn cách nhóm người biểu tình ủng hộ Palestine với người hâm mộ Israel; một số người mặc áo phông có dòng chữ "Free Palestine" (Palestine tự do) đã bị đưa ra khỏi sân vận động. Nhóm ủng hộ Palestine tiếp tục biểu tình ôn hòa trong sân vận động với cờ Palestine và biểu ngữ, mặc dù đã bị các nhân viên an ninh "đánh dấu". Các cổ động viên Israel được yêu cầu giữ bình tĩnh.
Tại môn judo, Abderrahmane Boushita của Maroc và Nurali Emomali của Tajikistan đã từ chối bắt tay vận động viên Israel Baruch Shmailov, trong đó Emomali hét lên Allah Akbar trước khi rời thảm. Võ sĩ judo người Algeria Messaoud Dris đã bị cáo buộc là cố ý tránh việc thi đấu với đối thủTohar Butbul của Israel; trong đó vận động viên Algeria được cho là đã cố tình vượt cân nặng cho phép một cách vừa đủ để không đủ điều kiện thi đấu và để tránh án phạt từ Liên đoàn Judo Quốc tế (IJF). Hãng tin Pháp Ouest-France cho biết Dris đã được dự kiến sẽ bỏ trận đấu, dẫn đến một cuộc điều tra được tiến hành bởi cơ quan quản lý.

### Biểu tình của Algeria
Các thành viên của đoàn thể thao Algeria đã ném hoa hồng xuống sông Seine trong buổi lễ khai mạc để tưởng nhớ các nạn nhân của vụ thảm sát Paris năm 1961, nơi có tới 200 người Algeria biểu tình đòi độc lập của đã bị lực lượng an ninh giết chết và ném xác xuống sông.

### Phá hoại đường sắt cao tốc Pháp

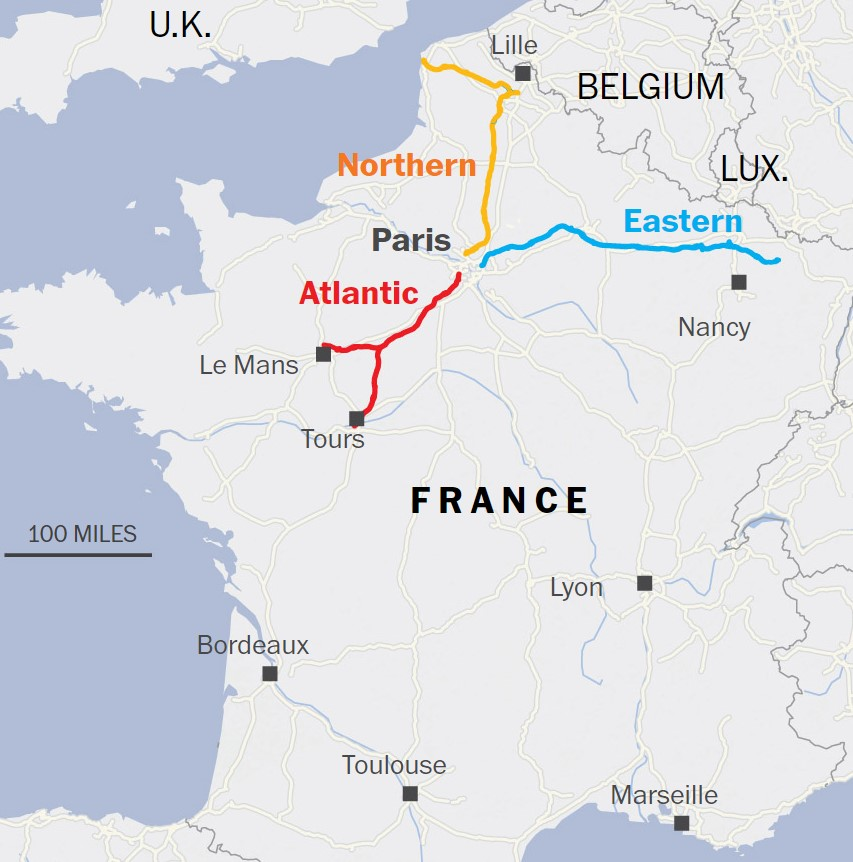
Các tuyến tàu cao tốc bị các cuộc tấn công nhắm đến

Jean-Pierre Farandou, người đứng đầu nhà điều hành đường sắt quốc gia SNCF, cho biết mạng lưới đường sắt cao tốc của họ đã hứng chịu nhiều vụ phá hoại đồng loạt, gây ra sự tê liệt đáng kể đến các dịch vụ tàu. Vụ việc xảy ra chỉ vài giờ trước lễ khai mạc Thế vận hội, được coi là sự kiện có nguy cơ cao. Các tuyến bị ảnh hưởng nằm ở các khu vực phía tây, phía bắc và phía đông của Pháp, không chỉ ảnh hưởng đến các chuyến tàu nội địa mà còn cả các dịch vụ Eurostar đi đến nước láng giềng Bỉ và đến Luân Đôn qua Đường hầm eo biển. Ước tính đã có khoảng 800.000 du khách bị ảnh hưởng bởi vụ tấn công này.

### Đe dọa ném bom
- Vào ngày 24 tháng 7, một chiếc túi khả nghi đã được phát hiện gần địa điểm diễn ra trận đấu bóng đá nam giữa Uzbekistan và Tây Ban Nha. Việc xử lý sự cố trước khi trận đấu diễn ra đã khiến một số khán giả bị giữ lại và bỏ lỡ phần đầu của trận đấu.[75]
- Vào ngày 26 tháng 7, sân bay Basel Mulhouse nằm trên biên giới Pháp-Thụy Sĩ đã nhận được lời đe doạ đánh bom và tiến hành sơ tán và đóng cửa  do những lo ngại về sự an toàn cho hành khách và nhân viên. Sau đó, sân bay được mở cửa trở lại và các chuyến bay đã được tiếp tục sau khi chính quyền Pháp kiểm tra an ninh.[90][91][92][93]
- Cũng vào ngày 26 tháng 7, cảnh sát Pháp đã nhận được một lời đe dọa ném bom nhắm vào ga Bắc tại Paris sau khi hai gói hàng khả nghi được phát hiện trên đường tàu chỉ 6 tiếng trước buổi lễ khai mạc. Chính quyền đã ngay lập tức đóng cửa và sơ tán khẩn cấp ga tàu để bảo vệ sự an toàn cho các hành khách và nhân viên.[94][95][96]

### Lễ khai mạc
Lễ khai mạc của Thế vận hội đã vấp phải hàng loạt chỉ trích và những phản hồi tiêu cực từ dư luận. Ngay khi ca sĩ Aya Nakamura được công bố là một trong những nghệ sĩ trình diễn tại buổi lễ, một số nhân vật cực hữu người Pháp đã phẫn nộ trước sự hiện diện của cô. Theo một cuộc khảo sát của Odoxa trước sự kiện, 63% người Pháp không chấp nhận việc Nakamura biểu diễn tại Thế vận hội.
Một màn trình diễn của các drag queen và DJ bị nhiều nhà bình luận chỉ trích là đã xúc phạm đến bức họa "Bữa tối cuối cùng" của Leonardo da Vinci. Mặc dù giám đốc nghệ thuật của buổi lễ Thomas Jolly đã lên tiếng thanh minh rằng họ không có ý định xúc phạm tác phẩm của Leonardo da Vinci mà chỉ muốn truyền đi thông điệp về sự hòa nhập, đa dạng và không chia rẽ, nhiều nhà quảng cáo bị thất vọng về sự việc – trong đó có công ty công nghệ Hoa Kỳ C Spire – đã tuyên bố sẽ rút việc quảng cáo của mình khỏi Thế vận hội. Video tóm lược những diễn biến nổi bật của buổi lễ đã bị ẩn khỏi tài khoản YouTube chính thức của Thế vận hội trong vài giờ, trước khi xuất hiện trở lại với hàng loạt bình luận phẫn nộ.
Trong phần diễu hành, đoàn thể thao Hàn Quốc đã được giới thiệu là "Cộng hòa Dân chủ Nhân dân Triều Tiên" bằng cả tiếng Pháp và tiếng Anh – tên chính thức của Triều Tiên – thay vì "Đại Hàn Dân Quốc". Jang Mi-ran, Thứ trưởng Bộ Văn hóa, Thể thao và Du lịch Hàn Quốc, đã yêu cầu IOC phải đưa ra lời xin lỗi chính thức và được làm việc với Chủ tịch Thomas Bach về sự cố này. Lá cờ Thế vận hội thậm chí còn bị treo ngược khi được kéo lên cho phần cử hành Bài ca chính thức của Olympic.

### Cáo buộc chống Israel
Cảnh sát đã mở một cuộc điều tra về các tội ác chống người Do Thái có thể đã được thực hiện trong trận đấu bóng đá nam bảng D giữa Israel và Paraguay.

### Nhầm lẫn quốc kỳ và quốc ca
Trước trận đấu bóng rổ nam giữa hai đội tuyển Nam Sudan và Puerto Rico, ban tổ chức đã phát quốc ca của Sudan trong phần chào cờ của đội Nam Sudan. Đoạn nhạc bị nhầm lẫn đã được tắt đi sau khoảng 20 giây, để lại sự bối rối cho các vận động viên và những tiếng la ó trên các khán đài. Phải mất ba phút sau, ban tổ chức mới phát đúng quốc ca của Nam Sudan và trận đấu được diễn ra. Vận động viên Nuni Omot của Nam Sudan bức xúc cho rằng đội của họ không được tôn trọng, nhưng nói thêm rằng họ vẫn sẽ phải nỗ lực để chứng tỏ khả năng của mình; trong khi huấn luyện viên Royal Ivey của tuyển Nam Sudan bày tỏ ai cũng có thể mắc sai lầm, điều quan trọng là các cầu thủ đã thi đấu với tinh thần tự tôn dân tộc và sự đoàn kết.
Tại bán kết nội dung bơi ếch 100m của nữ, bảng điện tử đã hiển thị lá cờ Trung Quốc khi kình ngư Macarena Ceballos của Argentina bước ra cho phần giới thiệu, trong khi lượt thi này không có một vận động viên Trung Quốc nào. Ceballos kết thúc phần thi ở vị trí cuối cùng và không bình luận về sự cố này trong cuộc phỏng vấn sau đó. Nhiều người hâm mộ quê nhà tỏ ra phẫn nộ khi hình ảnh này được lan truyền trên mạng, cho rằng họ đã bị trả đũa cho vụ việc Enzo Fernandez hát vang bài hát phân biệt chủng tộc các cầu thủ Pháp sau khi đội tuyển bóng đá quốc gia của họ giành chức vô địch Copa America 2024.
Trong lễ trao giải nội dung quyền Anh hạng nặng vào ngày 9 tháng 8, quốc kỳ của Thái Lan đã được kéo lên thay vì Tajikistan, quốc tịch của vận động viên đoạt huy chương đồng Davlat Boltaev. Ủy ban Olympic Paris đã lên tiếng xin lỗi về vấn đề này.

### Chất lượng thức ăn tại làng vận động viên
Vận động viên từ nhiều nước, trong đó có Vương quốc Anh, đã lên tiếng phàn nàn về việc thịt sống được phục vụ tại làng Thế vận hội. Hình ảnh bữa ăn được một vận động viên Trung Quốc đăng tải trên mạng cho thấy các món ăn được chế biến sơ sài, nhiều rau và dường như không đảm bảo chất lượng. Cùng với đó, đã có những báo cáo cho biết một số vận động viên không nhận được đủ khẩu phần ăn do thiếu hụt lương thực. Nhiều vận động viên đã bắt đầu tránh các cơ sở ăn uống tại làng Thế vận hội và tìm đến nơi khác, trong khi một số quốc gia phải cử đầu bếp riêng và cung cấp thức ăn cho đoàn của họ.
Kình ngư Adam Peaty của Vương quốc Anh đã tiết lộ rằng một số vận động viên trong làng phát hiện "có giun trong cá" trong bữa ăn của họ, và nói thêm về việc họ phải xếp hàng dài đến nửa giờ chỉ để được phục vụ đồ ăn không có đủ protein. Phía Soxedo Live – công ty cung cấp dịch vụ ăn uống cho Thế vận hội lần này – đã lên tiếng bác bỏ những tố cáo của Peaty, cho rằng không có bằng chứng xác thực nào cho tuyên bố trên.

### Chỉ trích địa điểm đua xe đạp
Địa điểm tổ chức các nội dung đua xe đạp đường trường và xe đạp leo núi đã nhận nhiều lời chỉ trích từ những người tham gia. Remco Evenepoel phê phán tình trạng đường sá tại điểm bắt đầu và kết thúc địa điểm đua tính giờ: "Mặt đường ở đoạn đầu và đoạn cuối khá xấu. Vậy nên đó có thể là vấn đề nếu bạn thấy những điểm đen trước mắt ở những km cuối." Trong khi đó, Nino Schurter cho biết đường đua xe đạp leo núi tại Colline d'Élancourt "trơn trượt" và "khá lỏng lẻo", nhận định rằng nó "lẽ ra có thể tự nhiên hơn một chút".

### Trận đấu quần vợt giữa Emma Navarro và Trịnh Khâm Văn
Sau khi tay vợt Emma Navarro để thua đối thủ Trịnh Khâm Văn ở vòng 1/8, Navarro đã lớn tiếng với Trịnh Khâm Văn ở lưới trong khi bắt tay, trong khi Trịnh đáp lại "bằng vài cái gật đầu cộc lộc" và vài cái nhún vai. Navarro trả lời trên AFP rằng cô không coi Trịnh Khâm Văn như một đối thủ cạnh tranh và nghĩ rằng đối thủ đã "làm mọi thứ theo cách khá tàn nhẫn". Nói về cuộc trao đổi ở lưới, Trịnh Khâm Văn cho biết "Tôi mừng vì cô ấy đã nói điều đó" và "sẽ không coi đó là một cuộc tấn công vì cô ấy đã thua trận". Bình luận của Navarro đã gây tranh cãi và nhận phải chỉ trích từ tờ báo Tây Ban Nha Marca.

### Phóng viên đạp gãy vợt bóng bàn
Vào ngày 30 tháng 7, sau khi các vận động viên bóng bàn Trung Quốc Vương Sở Khâm và Tôn Anh Sa giành huy chương vàng ở nội dung đôi nam nữ, một phóng viên ảnh trong khi tiến hành tác nghiệp đã giẫm phải chiếc vợt của Vương Sở Khâm khiến vợt bị gãy. Ngay khi phát hiện, anh bày tỏ sự giận dữ yêu cầu lời giải thích, nhưng sau đó được huấn luyện viên Xiao Zhan ngăn cản. Vương Sở Khâm đã phải thi đấu với một cây vợt khác vào ngày hôm sau, trong trận đấu với Truls Moregard của Thụy Điển tại vòng hai nội dung đơn nam. Dư âm của sự việc ngày hôm trước đã khiến anh thua trận với tỷ số 2–4, tạo nên một trong những thất bại gây sốc nhất môn bóng bàn lần này. Ban tổ chức Thế vận hội cho biết họ đã can thiệp để điều tra vụ việc và nhắc nhở các nhiếp ảnh gia phải tuân thủ các quy định hiện hành và ở trong khu vực chụp ảnh được chỉ định.

### Tranh cãi giới tính của nữ võ sĩ quyền Anh
Tại trận đấu quyền Anh thuộc vòng 1/8 hạng 66 kg đơn nữ, võ sĩ người Algeria Imane Khelif đã giành chiến thắng trước Angela Carini của Ý chỉ sau 46 giây thi đấu. Đáng nói, sau khi nhận một cú đấm rất mạnh vào mặt từ phía đối thủ, Carini đã xin bỏ cuộc và bật khóc trên sàn đấu; cô thừa nhận sau trận đấu rằng đã phải bỏ cuộc sớm vì bị đấm quá đau. Trước đây, Imane Khelif từng gây tranh cãi về giới tính của mình khi bị loại ngay trước trận chung kết giải vô địch thế giới 2023 tại Ấn Độ do có kết quả xét nghiệm vượt nồng độ testosterone quy định; kết quả xét nghiệm DNA của cô cũng phát hiện bộ nhiễm sắc thể XY (của nam giới) tăng cao đột ngột. Khelif sau đó đã bị Hiệp hội quyền Anh Quốc tế (IBA) cấm tham dự các giải đấu; tuy nhiên, vì IBA không có quyền tổ chức các trận đấu tại Thế vận hội Paris mà là một ban quyền Anh được thành lập riêng (PBU) với các quy định ít nghiêm ngặt hơn, cô vẫn được phép tham dự giải đấu lần này. Ban tổ chức cũng tuyên bố sẽ giám sát chặt chẽ Imane Khelif trong suốt Thế vận hội và sẽ xử phạt thích đáng nếu phát hiện bất thường.

### Trục xuất và phá hủy biểu ngữ của cổ động viên Đài Loan
Vào ngày 2 tháng 8, lực lượng an ninh tại một trận đấu cầu lông có sự góp mặt của đội tuyển Đài Loan đã áp chế một người đàn ông giương biểu ngữ với nội dung "Taiwan go for it" (Đài Loan cố lên). Đài Loan tham dự Thế vận hội với tên gọi Đài Bắc Trung Hoa và mọi sự hiện diện của Đài Loan đều bị cấm. Cũng trong trận đấu đó, an ninh đã áp giải một cổ động viên phá hủy biểu ngữ ủng hộ Đài Loan ra ngoài, và tịch thu một chiếc khăn có dòng chữ "Đài Loan" từ một cổ động viên khác; chiếc khăn sau đó được xác định là quà lưu niệm từ Thế vận hội Tokyo 2020. Taiwan News cho biết các tấm biển một lần nữa bị tịch thu ở trận chung kết, bao gồm một tấm biển có hình ảnh trà sữa trân châu nhưng không đề cập trực tiếp tới Đài Loan. Trong khi đó, không có lệnh cấm nào được áp đặt với các biểu ngữ và lá cờ Trung Quốc, được xuất hiện nổi bật tại địa điểm thi đấu.

### Xô xát trong trận đấu bóng đá nam giữa Argentina và Pháp
Sau khi tiếng còi mãn cuộc trận đấu bóng đá nam giữa Argentina và Pháp vang lên, một cuộc xô xát đã nổ ra giữa các cầu thủ. Nguyên nhân được tờ Goal tiết lộ là do cầu thủ Pháp Enzo Millot đã tiến đến khu vực kỹ thuật của Argentina và ăn mừng khiêu khích trước mặt các cầu thủ đối phương ngay khi trận đấu vừa kết thúc, dẫn đến việc anh bị trọng tài rút thẻ đỏ. Trung vệ Nicolas Otamendi của Argentina cũng lên tiếng chỉ trích một cầu thủ khác của đối thủ, Loic Bade, về việc anh ăn mừng ngay trước mặt những người thân của các cầu thủ đội mình. Các cổ động viên của đội chủ nhà được ghi nhận đã la ó đội Argentina trong suốt trận đấu.

### Trận đấu bóng đá nam giữa Maroc và Tây Ban Nha
Vào phút bù giờ trận đấu bán kết môn bóng đá giữa Maroc và Tây Ban Nha (Tây Ban Nha đang dẫn trước 2–1), một cổ động viên Maroc đã nhảy xuống sân cướp bóng, rồi tự mình dẫn bóng và ghi bàn trước khi bị lực lượng an ninh bắt giữ và khống chế.

### Truyền hình Trung Quốc không phát sóng chung kết cầu lông đôi nam
Theo Đài Á Châu Tự do, Đài Truyền hình Trung ương Trung Quốc (CCTV) đã cắt bỏ phần phát sóng trận chung kết cầu lông nội dung đôi nam khi hai vận động viên Đài Loan Lee Yang và Wang Chi-lin giành chiến thắng trước Lương Vĩ Khang và Vương Xương của Trung Quốc, do những căng thẳng chính trị giữa hai quốc gia. Lễ trao huy chương và phần ăn mừng của khán giả cũng đã bị CCTV loại bỏ ngay sau chiến thắng của cặp đôi người Đài Loan.

### Lỗi tính giờ đạp xe đuổi bắt đồng đội nữ
Tại vòng loại nội dung đua xe đuổi bắt đồng đội nữ vào ngày 6 tháng 8, đội tuyển Canada đã phải thực hiện thêm hai vòng đua do chuông báo hiệu vòng đua cuối cùng không vang lên. Dù vậy, toàn đội đã giành quyền bước vào vòng tiếp theo.

### Đô vật Ấn Độ mất huy chương vì thừa cân
Nữ đô vật Vinesh Phogat của Ấn Độ đã giành quyền vào trận chung kết vật tự do hạng cân 50 kg vào ngày 8 tháng 8, và đứng trước cơ hội trở thành vận động viên nữ đầu tiên mang về tấm huy chương vàng Olympic cho Ấn Độ. Cô đã đánh bại hạt giống hàng đầu và nhà vô địch Thế vận hội 2020 Yui Susaki của Nhật Bản ở trận mở màn, sau đó lần lượt vượt qua Oksana Livach của Ukraina ở tứ kết và đương kim vô địch Đại hội Thể thao Liên châu Mỹ 2023 Yusneylis Guzman của Cuba ở bán kết. Khi cân thử sau trận đấu với đối thủ Cuba, Phogat đã thừa 2 kg và đã nỗ lực bằng mọi cách để giảm cân nặng, bao gồm cả việc hút máu ra khỏi cơ thể. Tuy nhiên, cho đến buổi kiểm tra cân nặng vào buổi sáng một ngày trước trận chung kết, cô vẫn vượt mức quy định 150 gram, dẫn đến việc không những bị truất quyền thi đấu mà còn không được trao cả huy chương bạc chung cuộc.
Trước thông tin đô vật Ấn Độ bị loại, đối thủ Sarah Hildebrandt của Hoa Kỳ đã nhận được nhiều lời chúc mừng rằng cô đã giành huy chương vàng vật tự do nữ, và bắt đầu ăn mừng cùng ban huấn luyện và người thân dù không quá tin vào sự việc. Nhưng không lâu sau đó, Sarah đã được ban tổ chức thông báo qua điện thoại rằng cô vẫn sẽ phải tham dự trận đấu với Yusneylys Guzman, người được đôn lên tranh huy chương vàng thay cho Phogat. Mặc dù vậy, vận động viên Hoa Kỳ đã dễ dàng đánh bại Guzman với tỷ số 3–0 để đoạt tấm huy chương vàng Thế vận hội đầu tiên trong sự nghiệp.
Hiệp hội Olympic Ấn Độ (IOA) bày tỏ sự thất vọng trước tin Vinesh Phogat bị loại khỏi chung kết và quyết định nộp đơn kháng cáo; bản thân Phogat đã bị sốc với quyết định đến mức phải nhập viện sau đó. Dư luận và cộng đồng người hâm mộ tại quê nhà đã lên tiếng động viên và ủng hộ Phogat, trong đó Thủ tướng Narendra Modi đã ca ngợi cô là niềm tự hào của Ấn Độ. Vinesh Phogat sau đó đã tuyên bố giải nghệ trong một bài viết trên trang cá nhân.

### Huy chương kém chất lượng
Vận động viên Hoa Kỳ Nyjah Huston đã đăng một video trên mạng xã hội Instagram ghi lại hình ảnh tấm huy chương đồng bị xỉn màu và bong tróc (đặc biệt là ở mặt sau), chỉ hơn một tuần sau khi anh giành được nó tại nội dung trượt ván đường phố cá nhân nam. Huston cho biết tấm huy chương đã tiếp xúc với mồ hôi cũng như được cho bạn bè mượn đeo thử trước khi trở nên biến sắc. Anh cũng chia sẻ thêm chiếc huy chương không đạt chất lượng như mong đợi, "trông thô kệch và không được trau chuốt" "như thể đã trải qua chiến tranh và trở về". Một vài bình luận phản hồi cho rằng anh đã kém may mắn khi đa số vận động viên khác chưa gặp phải tình trạng tương tự. Trước thông tin này, ban tổ chức đã thông báo họ đang phối hợp với các bên liên quan để tìm hiểu nguyên nhân và sẵn sàng thay thế bất kỳ huy chương nào bị hư hỏng. Trước đó, tại lễ trao huy chương nội dung bơi tiếp sức hỗn hợp 4 × 100m nam, kình ngư Tôn Gia Quân của Trung Quốc đã phát hiện tấm huy chương vàng của mình bị xước.

### Kiểm duyệt của Iran
Trong và sau trận đấu taekwondo nữ giữa Kimia Alizadeh và Nahid Kiani, đài truyền hình nhà nước Iran IRIB đã cắt bỏ những hình ảnh của Alizadeh và lễ ăn mừng trên bục vinh quang khi Alizadeh và Kiani ôm nhau, sau khi đã kiểm duyệt lễ khai mạc vài tuần trước đó. Alizadeh đã đào tẩu khỏi Iran từ nhiều năm trước.

### Hành động của các cầu thủ khúc côn cầu trên cỏ nữ
Trong trận bán kết khúc côn cầu trên cỏ nữ vào ngày 8 tháng 8 giữa Trung Quốc và Bỉ, sau tiếng còi báo hiệu kết thúc thời gian thi đấu chính thức, cầu thủ Trung Quốc Phạm Vân Hà trong cơn tức giận đã đánh bóng về phía Delphine-Daphne Marien của Bỉ; bóng đập mạnh vào chân Marien khiến cô ngã xuống đất. Một số thành viên của đội tuyển Bỉ đã đối đầu với Phạm và dẫn đến xô xát. Trọng tài đã rút thẻ vàng cho cả Phạm Vân Hà và cầu thủ Bỉ  Judith Vandermeiren, trong khi bình luận tại chỗ của trận đấu cho biết hành động của cô là nguy hiểm, liều lĩnh và không cần thiết. Vandermeiren phản đối với án phạt, cho rằng cô chỉ đang bảo vệ đồng đội, trong khi phía Trung Quốc dường như đã chấp nhận hình phạt của Phạm.

### Trang phục và đồ dùng của golf thủ Philippines
Hai vận động viên Philippines Bianca Pagdanganan và Dottie Ardina đã phải tham dự nội dung golf của nữ trong tình trạng thiếu trang phục và đồ dùng thi đấu chính thức, sau khi bộ trang phục và dụng cụ ban đầu do Adidas cung cấp không được IOC chấp thuận và các vật phẩm thay thế bị hải quan Pháp giữ lại. Cả hai đều được phát hiện đã phải che logo của câu lạc bộ chơi golf để tuân thủ chính sách của Thế vận hội về việc trưng bày thương hiệu không được phép.

### Phản ứng liên quan đến breaker Úc
Màn trình diễn của b-girl người Úc Rachael "Raygun" Gunn trong ba trận đấu vòng tròn đã trở thành chủ đề đàm tiếu rộng rãi trên mạng. Gunn xếp cuối cùng trong bảng đấu của mình với tổng tỷ số 0-54 sau ba trận đấu. Trước phản ứng này, trưởng đoàn thể thao Úc Anna Meares đã lên tiếng bảo vệ Gunn, lên án những gì cô gọi là "trò đùa cợt và anh hùng bàn phím".

## Phán quyết trong các trận đấu

### Vòng 32 đấu kiếm ba cạnh nữ
Ở vòng 32 nội dung kiếm ba cạnh nữ, kiếm thủ Trung Quốc và đương kim vô địch Olympic Tôn Di Văn đã bị loại sau khi trọng tài cho rằng đối thủ Yoshimura Miho đã chạm vào cô. Tôn nói rằng "cô ấy đã không chạm vào tôi trong lần thử cuối cùng, nhưng khi tôi yêu cầu trọng tài xem lại thì ông ấy đã làm rồi và sẽ không xem nữa", bày tỏ sự tức giận và thất vọng khi không thể thay đổi được kết quả sau khi xem lại.

### Tứ kết judo hạng dưới 60 kg nam
Võ sĩ judo người Nhật Bản Nagayama Ryuju đã không thể tiến tới trận tranh huy chương vàng sau một phán quyết gây tranh cãi. Đối thủ Francisco Garrigós đến từ Tây Ban Nha đã giành chiến thắng trong cuộc thi bằng ippon sau một pha kẹp cổ, nhưng đã không thả ra sau khi trọng tài gọi matte (đợi) và do đó vi phạm các quy tắc của lời gọi. Không đồng ý với quyết định của trọng tài, Nagayama nhún vai không tin và từ chối bắt tay đối thủ khiến khán giả la ó. Theo Essentially Sports, cộng đồng judo đã chỉ trích Nagayama vì tinh thần thể thao tồi tệ. Garrigos sau đó đã lên tiếng giải thích rằng anh chỉ tiếp tục siết cổ Nagayama vì tiếng ồn làm anh không nhận ra tín hiệu từ trọng tài, và đã thả ra sau khi phát hiện tín hiệu. Vài ngày sau trận đấu, Nagayama đã đăng một bức ảnh chụp với Garrigos lên mạng xã hội và cho biết hai người đã làm hòa với nhau.

### Liên quan đến các vận động viên quyền Anh của Anh Quốc
Các bình luận viên của BBC Sport đã bị sốc trước trận thua đầy tranh cãi của nữ võ sĩ người Anh Rosie Eccles, người đã chiến thắng trong suốt 32 trận đấu gần nhất và đối thủ của cô (Aneta Rygielska của Ba Lan) đã bị trừ một điểm và nhận cảnh cáo vì không ngẩng cao đầu. Steve Bunce bày tỏ sự choáng váng trước những quyết định chia rẽ và việc hai trọng tài - vốn đánh giá cả hai đấu thủ ngang nhau - đã ra hiệu cho võ sĩ vi phạm Rygielska giành chiến thắng: "Tôi thực sự khó chịu. Đó là một quyết định tồi tệ." Ngày hôm trước, võ sĩ nữ cũng của Anh Quốc Charley Davison đã thua trong một trận đấu có quyết định sít sao, và bình luận viên Ian Darke của TNT đã tweet sau đó rằng cô "đã thắng rất rất rõ ràng" nhưng "bị cướp một cách đầy tai tiếng". Một võ sĩ nam của Anh Quốc Pat Brown cũng đã để thua trong trận đầu tiên; cây viết Barney Ronay của The Guardian, khi nói về ba võ sĩ, đã nhận định "ít nhất hai trong số những quyết định của các trọng tài cần được đặt dấu hỏi."
Vào ngày 29 tháng 7, võ sĩ nam người Anh Delicious Orie cũng bất ngờ thua ngay ở trận đầu tiên, dù được xếp hạt giống số 2 ở Thế vận hội và thi đấu với một đối thủ mà anh đã từng dễ dàng đánh bại tại Đại hội Thể thao châu Âu 2023. Orie không bình luận về tính công bằng của các phán quyết, và nói thêm rằng anh không nghĩ đối thủ của mình đã làm đủ để giành chiến thắng. Bunce cũng bình luận các võ sĩ người Anh "đều có mục tiêu ở sau lưng" và gọi giải đấu là "một cuộc kiểm tra một chút thực tế".

### Chung kết đấu kiếm liễu nam
Trong trận chung kết nội dung kiếm liễu nam, Trương Gia Lãng của Hồng Kông đã đánh bại Filippo Macchi của Ý với tỷ số 15-14, bảo vệ thành công danh hiệu vô địch Thế vận hội. Liên đoàn đấu kiếm Ý phản ứng với phán quyết của trọng tài là "không thể chấp nhận được" và đưa ra phản đối chính thức tới Liên đoàn Đấu kiếm Quốc tế và IOC; chủ tịch Giovanni Malagò nhấn mạnh rằng "không có môn thể thao nào mà trọng tài 'giáp sát một vận động viên'". Trọng tài chính Huang Hao Chih đến từ Trung Quốc, trong khi trọng tài video Suh Sang Won đến từ Hàn Quốc.
Sau phán quyết được cho là bất công, đám đông người hâm mộ Ý đã tràn vào tài khoản Instagram của Trương Gia Lãng và để lại những bình luận như "Ý đã bị cướp" và "Cheung nên 'trao huy chương lại cho Macchi'".

### Loại trọng tài môn lướt sóng
Sau khi trọng tài môn lướt sóng người Úc Benjamin Lowe đăng một bức ảnh lên mạng xã hội chụp ông chụp cùng vận động viên người Úc Ethan Ewing và huấn luyện viên Bede Durbidge, Lowe đã bị Hiệp hội Lướt sóng Quốc tế loại khỏi danh sách trọng tài vào ngày 1 tháng 8.

### Tranh cãi bắn trượt nội dung bắn đĩa bay skeet
Trận chung kết bắn đĩa bay skeet nữ kết thúc với tỷ số hòa giữa các tay súng và bước vào loạt bắn shoot-off. Ở một trong số các lần bắn, Amber Rutter đã bắn trúng mục tiêu nhưng kết quả lại tính cô đã bắn trượt. Rutter đã dùng quyền challenge để khiếu nại, nhưng các trọng tài đã không xem xét đoạn phát lại chuyển động chậm (trong đó cho thấy cô đã thực sự bắn trúng mục tiêu) và tiếp tục tính là trượt, khiến Rutter thua trong loạt shoot-off và giành huy chương bạc chung cuộc.

### Kháng cáo điểm số nội dung thể dục nghệ thuật nữ
Tại chung kết thể dục nghệ thuật nội dung biểu diễn trên sàn của nữ, các vận động viên Ana Maria Barbosu và Sabrina Maneca-Voinea của România ban đầu xếp vị trí thứ ba, ngay trước Jordan Chiles của Hoa Kỳ, trong đó Barbosu nghĩ rằng cô đã nắm chắc tấm huy chương đồng nhờ một động tác đạt điểm số cao mà cô đã thực hiện. Huấn luyện viên của Chiles, Cécile Canqueteau-Landi, đã yêu cầu xem xét lại điểm số của Chiles, và đã phát hiện ra rằng điểm độ khó của cô đã không được nhập chính xác. Nó sau đó đã được điều chỉnh từ 5,8 thành 5,9 và tổng điểm được nâng lên 13,766, đưa cô từ vị trí thứ năm lên vị trí giành huy chương đồng. Mặc dù các khiếu nại về điểm số không phải là hiếm trong thể dục dụng cụ, một cuộc tranh cãi khác đã nổ ra khi có thông tin tiết lộ rằng Voinea đã bị trừ 0,1 điểm vì ra khỏi giới hạn. Đoạn quay lại cho thấy Voinea có thể đã không ra khỏi giới hạn; và nếu bị không trừ điểm, Voinea sẽ đạt 13,800 điểm, giúp cô giành được huy chương đồng ngay cả khi điểm của Chiles tăng lên.
Cựu vận động viên thể dục dụng cụ Olympic người România Nadia Comăneci và chủ tịch Ủy ban Thể thao và Olympic nước này Mihai Covaliu đã yêu cầu Morinari Watanabe, chủ tịch Liên đoàn Thể dục dụng cụ Quốc tế, được phép phân tích lại bài thi của Voinea. Thủ tướng România Marcel Ciolacu tuyên bố sẽ tẩy chay lễ bế mạc do "tình hình tai tiếng trong bộ môn thể dục dụng cụ, nơi các vận động viên [România] đã bị đối xử theo cách hoàn toàn vô danh dự".
Vào ngày 10 tháng 8, năm ngày sau sự kiện, IOC thông báo tước huy chương đồng của Chiles để trao lại cho Barbosu. Tòa án Trọng tài Thể thao phán quyết rằng khiếu nại về điểm số của Chiles đã được nộp bốn giây sau khi đã hết thời gian một phút để nộp đơn kháng cáo. Do đó, phía Hoa Kỳ đã khiếu nại sai luật và số điểm ứng với vị trí thứ năm ban đầu của Chiles đã được khôi phục.

## Hành vi sai phạm của các vận động viên
Vào ngày 26 tháng 7, kình ngư Ana Carolina Vieira đã trốn khỏi làng vận động viên để hẹn hò cùng bạn trai Gabriel Santos ngay trong đêm, sau khi cả hai cùng tuyển Brasil thi đấu không thành công ở nội dung 4 × 100m tiếp sức tự do. Khi sự việc bị Ủy ban Olympic Brasil (BOC) phát hiện qua mạng xã hội, Vieira thậm chí đã lăng mạ các quan chức thể thao nước này. Kết quả là cả Vieira và Santos đều bị buộc phải rời khỏi Thế vận hội ngay ngày hôm sau.
Vào ngày 5 tháng 8, có thông tin cho rằng kình ngư người Paraguay Luana Alonso đã bị yêu cầu trục xuất khỏi làng Thế vận hội sau khi đã tạo ra "bầu không khí không phù hợp" theo lời của một quan chức thể thao nước này. Tuy nhiên, Alonso đã lên tiếng phủ nhận việc này và cho biết cô tự ý rời khỏi làng là vì ý muốn cá nhân.
Vào ngày 7 tháng 8, vận động viên khúc côn cầu trên cỏ người Úc Tom Craig đã bị cảnh sát bắt giữ sau khi anh bị phát hiện đang mua chất cấm cocaine từ một người buôn bán vị thành niên trên đường phố. Craig sau đó được trả tự do mà không bị buộc tội, nhưng đã bị tước tất cả các đặc quyền còn lại tại Thế vận hội và không được tham dự lễ bế mạc.
Vào ngày 8 tháng 8, đô vật người Ấn Độ Antim Panghal đã bị đuổi khỏi làng Thế vận hội sau khi người chị gái của cô cố gắng đột nhập vào làng bằng thẻ thi đấu của cô. Đáp lại, Hiệp hội Olympic Ấn Độ thông báo rút Antim Panghal và đội ngũ hỗ trợ của cô trở về nước.
Vào ngày 9 tháng 8, đô vật người Ai Cập Mohamed Ibrahim El-Sayed đã bị cảnh sát Pháp bắt giữ vì cáo buộc sờ mó một phụ nữ tại một quán cà phê ở Paris.

## Tranh cãi khác

### Gian hàng Ả Rập Xê Út ở Les Invalides
Nhiều NOC đã xây dựng "làng Olympic", giống như các gian hàng triển lãm, ở thành phố đăng cai để làm nơi quảng bá quốc gia và để người hâm mộ nước họ tụ tập. Ủy ban Olympic Ả Rập Xê Út muốn xây dựng một ngôi làng Olympic tại điện Invalides, một khu phức hợp quân sự lịch sử và là nơi có lăng mộ của Napoléon; điều này đã gây ra sự chỉ trích ở Pháp. Bộ Lực lượng Vũ trang đã tổ chức các cuộc thảo luận với Ả Rập Xê Út, gây ra sự kinh ngạc trong chính phủ, với lời khẳng định của một chính trị gia người Pháp rằng địa điểm này "không phải để bán". Ả Rập Xê Út được cho là muốn giành vị trí để tạo cho mình sự nổi bật tại Thế vận hội, như một phần trong chính sách rộng lớn hơn nhằm cải thiện hình ảnh quốc tế của mình thông qua thể thao. Trong khi Bộ Lực lượng Vũ trang đàm phán về việc sử dụng địa điểm này với Ả Rập Xê Út, họ muốn đặt ra những điều kiện rất nghiêm ngặt nhưng phía Ả Rập Xê Út không đồng ý, và Pháp cũng từ chối cho phép họ sử dụng Les Invalides.

### Điều tra cáo buộc hành vi tình dục sai trái của Bruce Mwape
Năm 2022, một cuộc điều tra về cáo buộc tấn công tình dục của Bruce Mwape, huấn luyện viên đội tuyển bóng đá nữ quốc gia Zambia, đã được tiến hành; cuộc điều tra vẫn tiếp diễn vào thời điểm diễn ra Thế vận hội 2024, với thêm các báo cáo về hành vi sai trái đối với các cầu thủ và nhân viên nữ trong thời gian diễn ra Giải vô địch bóng đá nữ thế giới 2023. Phía IOC cho biết họ "sẽ theo dõi chặt chẽ kết quả của vụ việc này để xem xét nếu có liên quan đến Thế vận hội". Mwape đã phải rất khó khăn để xin được thị thực du lịch vì những người bị cáo buộc phạm tội tình dục không được cấp thị thực theo luật pháp Pháp, nhưng cuối cùng ông đã được cấp, với những điều kiện nghiêm ngặt bao gồm việc không được tiếp xúc riêng tư với các cầu thủ. Thị thực được cấp sau khi Hiệp hội bóng đá Zambia thông báo với các quan chức Pháp rằng họ không có đủ thời gian để thay thế huấn luyện viên và đã đồng ý một kế hoạch bảo vệ với IOC và FIFA.

### Chiến dịch quảng bá của Adidas
Để quảng bá cho Thế vận hội lần này, Adidas đã ra mắt các sản phẩm mới dựa trên các kỳ Thế vận hội trước, bao gồm giày "SL72" lấy cảm hứng từ Thế vận hội Mùa hè 1972 ở Munich. Chiến dịch tiếp thị của họ có sự góp mặt của người mẫu Bella Hadid, người mang nửa dòng máu Palestine và từng lên tiếng ủng hộ Palestine. Israel, thông qua tài khoản X/Twitter chính thức đã chỉ trích sự xuất hiện của Hadid trong chiến dịch của Adidas, bởi Thế vận hội năm 1972 là nơi đã xảy ra vụ thảm sát của một nhóm người Palestine khiến một số thành viên của đoàn Israel thiệt mạng. Adidas đã gỡ bỏ quảng cáo có hình Hadid, nói rằng họ không đề cập đến vụ thảm sát trong chiến dịch và gửi lời xin lỗi Hadid sau khi cô thuê một luật sư liên quan đến cuộc tranh cãi.

### Phân biệt giới tính trong báo chí thể thao
Một số nhà báo đã bị chỉ trích vì những bình luận về các vận động viên nữ trong Thế vận hội. Một sự cố liên quan đến Bob Ballard của Eurosport với lời bình: "Bạn biết phụ nữ như thế nào rồi đấy... loanh quanh, trang điểm" sau khi Shayna Jack, Mollie O'Callaghan, Emma Mckeon và Meg Harris giành chiến thắng ở nội dung tiếp sức tự do 4 × 100m. Ballard đã bị cách chức sau đó, và đăng trên mạng xã hội rằng ông không có ý định xúc phạm. Một sự cố khác liên quan đến một bình luận viên giới thiệu một vận động viên quần vợt bằng câu nói "cô ấy làm mọi thứ: rửa bát, nấu ăn, lau dọn". Olympic Broadcasting Services cũng nhắc nhở các quay phim không được ghi hình phụ nữ theo cách khác với cách mà họ ghi hình nam giới.

### Truyền hình Việt Nam mua bản quyền phát sóng vào những ngày cuối
Vào tối ngày 8 tháng 8, truyền thông Việt Nam đưa tin đài truyền hình quốc gia nước này (VTV) đã có bản quyền phát sóng Thế vận hội Mùa hè 2024 trong năm ngày cuối cùng của đại hội (8–12 tháng 8), ngay sau khi tất cả các vận động viên Việt Nam đều đã bị loại và đoàn thể thao Việt Nam hết cơ hội giành huy chương tại Thế vận hội. Điều này đã gây rs sự ngỡ ngàng và thất vọng cho khán giả trong nước, những người mong muốn được theo dõi trực tiếp và trọn vẹn sự kiện ngay từ những ngày đầu tiên. Trong bối cảnh sự quan tâm và kỳ vọng cho đại hội tại đây đã giảm đi đáng kể và ngày càng ít nội dung thi đấu đáng chú ý còn lại, động thái của VTV cũng không nhận được sự ủng hộ của đông đảo khán giả, nhất là khi họ đã quen xem các môn thi tại Thế vận hội thông qua những trang mạng không chính thống từ nhiều ngày trước. Trước đó, Việt Nam cùng với Lào là hai quốc gia trong khu vực Đông Nam Á chưa sở hữu bản quyền truyền hình Thế vận hội Paris; có thông tin cho rằng mức giá được chào bán cho các đơn vị trong nước lên đến vài trăm tỷ đồng, nhưng không cao hơn so với các sự kiện được quan tâm hàng đầu như UEFA Euro hay FIFA World Cup.